# François Claude de Bouillé
François-Claude-Amour de Bouillé (Château de Cluzel, Saint-Eble, Auvergne, 1739 — Londres, 1800),  marquês de Bouillé, foi um general e político que se destacou como governador das Antilhas francesa e como apoiante de Louis XVI durante a Revolução Francesa, ficando conhecido pela sua fidelidade a apego à família real francesa. Foi pai de Louis de Bouillé e primo de La Fayette.

## Biografia
O nome do marquês de Bouillé é referido na quinta estrofe da Marselhesa :
Français en guerriers magnanimes

Portez ou retenez vos coups

Épargnez ces tristes victimes

A regrets s'armant contre nous (bis)

Mais ces despotes sanguinaires

Mais ces complices de Bouillé 

Tous ces tigres qui, sans pitié

Déchirent le sein de leur mère !
Publicou a obra Mémoires sur la Révolution (Memórias da Revolução, Londres, 1787), que obteve grande sucesso, depois reeditada em Paris (1801). O seu filho Louis de Bouillé foi general do Primeiro Império.